# 姆格林
52°03′N 32°51′E / 52.050°N 32.850°E
姆格林（俄语：Мглин）是俄羅斯布良斯克州中部的一個城市，距布良斯克西南167公里。2002年人口8,261人。
1389年首見於文獻，1781年設市。